# 多塞特 (明尼蘇達州)
多塞特（英語：Dorset）是位於美國明尼蘇達州哈伯德縣亨利埃塔鎮區的一個非建制地區。

## 歷史
多塞特的郵局於1898年設立，其後於1964年停運。此地由鐵路公司老闆命名。

## 地理
多塞特所處的海拔為高於海平面450米（即1476英呎），而該地所採用的時區為UTC-6，即北美中部時區（CST）。同時該地設有夏令時間，為UTC-6調快一小時，即UTC-5（CDT）。